# Візусті (Ярва)
Ві́зусті (ест. Visusti küla) — село в Естонії, у волості Ярва повіту Ярвамаа.

## Населення
Чисельність населення на 31 грудня 2011 року становила 17 осіб.

## Географія
Поблизу населеного пункту проходить автошлях 39 (Тарту — Йиґева — Аравете).

## Історія
З 20 лютого 1992 до 21 жовтня 2017 року село входило до складу волості Коеру.